# Лоу, Солон Эрл
Солон Эрл Лоу (англ. Solon Earl Low) — канадский политик, глава партии социального кредита Канады в 1944—1960 годы, член парламента Канады в 1945—1958 годы.

## Биография
Лоу родился в Кардстоне, Альберта. Работал фермером, школьным учителем и директором школы.
В 1935 году Лоу стал депутатом законодательного собрания Альберты будучи членом партии социального кредита провинции. Под руководством премьер-министра Альберты Уильяма Аберхарта Лоу стал провинциальным казначеем в 1937 году. На выборах 1940 года он не смог пройти в законодательное собрание провинции и вынужден был принимать участие в перевыборах.
В 1944 году была создана ассоциация социального кредита Канады и Лоу стал её первым национальным лидером. Вместе с тем, начиная с 1935 год члены различных групп социального кредита имели представительство в палате общин. На выборах 1945 года Лоу стал членом палаты общин представляя Пис-Ривер. Он представлял этот округ до 1958 года, когда на очередных выборах его партия потерпела поражение и перестала быть представленной в палате общин. В 1961 году Лоу ушёл с поста главы партии.
Лоу известен также своими антисемитскими высказываниями. В частности, он замечал, что есть «тесные взаимосвязи между международным коммунизмом, международными финансами и международным политическим сионизмом» (англ. close tie-up between international communism, international finance, and internetional political Zionism). В 1957 году он официально отказался от своих взглядов и выступил с критикой правительства Канады за слабую поддержку Великобритании и Франции во время Суэцкого кризиса. Тогда же он посетил Израиль.